# Новица Здравковић
Новица Здравковић (Лесковац, 21. јул 1947 — Београд, 16. јун 2021) био је српски певач поп-фолк музике и композитор.

## Биографија
Дуго година је стварао у сенци свога брата Томе Здравковића, за кога је написао текст за један од његових највећих хитова, песму „Уморан сам од живота”. Написао је за Тому још неколико великих хитова као што су: „Испод палме на обали мора (Остала је само успомена)”, „Леле леле Циганко”, „Сутра се враћам кући”, „Плакала је” и „Где си сада”.
Живео је у Београду.
Његова два последња албума су „Краљ сплавова” и „Амбис мог живота”. Новица Здравковић је свој највећи солистички концерт одржао 21. децембра 2005. године, на Београдском сајму.
Од 2002. године борио се са раком простате, од чега је 1991. године умро и његов рођени брат, чувени кантаутор, Тома Здравковић, који се сличан временски период борио са тешком болешћу. Новица Здравковић је преминуо 16. јуна 2021. године после дуге и тешке болести. Сахрањен је на Централном гробљу у Београду.